# طنة صينية
طنة صينية (الاسم العلمي: Tonna chinensis) (بالإنجليزية: Chinese)‏ هو نوع من الحيوانات يتبع جنس الطنة من الفصيلة الطنية.